# Marfa, Texas
Marfa là một thành phố thuộc quận Presidio, tiểu bang Texas, Hoa Kỳ. Năm 2010, dân số của xã này là 1981 người.

## Khí hậu
| Dữ liệu khí hậu của Marfa #2, Texas. (Elevation 4,790ft)          | Dữ liệu khí hậu của Marfa #2, Texas. (Elevation 4,790ft) | Dữ liệu khí hậu của Marfa #2, Texas. (Elevation 4,790ft) | Dữ liệu khí hậu của Marfa #2, Texas. (Elevation 4,790ft) | Dữ liệu khí hậu của Marfa #2, Texas. (Elevation 4,790ft) | Dữ liệu khí hậu của Marfa #2, Texas. (Elevation 4,790ft) | Dữ liệu khí hậu của Marfa #2, Texas. (Elevation 4,790ft) | Dữ liệu khí hậu của Marfa #2, Texas. (Elevation 4,790ft) | Dữ liệu khí hậu của Marfa #2, Texas. (Elevation 4,790ft) | Dữ liệu khí hậu của Marfa #2, Texas. (Elevation 4,790ft) | Dữ liệu khí hậu của Marfa #2, Texas. (Elevation 4,790ft) | Dữ liệu khí hậu của Marfa #2, Texas. (Elevation 4,790ft) | Dữ liệu khí hậu của Marfa #2, Texas. (Elevation 4,790ft) | Dữ liệu khí hậu của Marfa #2, Texas. (Elevation 4,790ft) |
| Tháng                                                             | 1                                                        | 2                                                        | 3                                                        | 4                                                        | 5                                                        | 6                                                        | 7                                                        | 8                                                        | 9                                                        | 10                                                       | 11                                                       | 12                                                       | Năm                                                      |
| ----------------------------------------------------------------- | -------------------------------------------------------- | -------------------------------------------------------- | -------------------------------------------------------- | -------------------------------------------------------- | -------------------------------------------------------- | -------------------------------------------------------- | -------------------------------------------------------- | -------------------------------------------------------- | -------------------------------------------------------- | -------------------------------------------------------- | -------------------------------------------------------- | -------------------------------------------------------- | -------------------------------------------------------- |
| Cao kỉ lục °F (°C)                                                | 81 (27)                                                  | 86 (30)                                                  | 90 (32)                                                  | 96 (36)                                                  | 102 (39)                                                 | 106 (41)                                                 | 103 (39)                                                 | 104 (40)                                                 | 100 (38)                                                 | 95 (35)                                                  | 86 (30)                                                  | 79 (26)                                                  | 106 (41)                                                 |
| Trung bình ngày tối đa °F (°C)                                    | 60.2 (15.7)                                              | 63.9 (17.7)                                              | 71.2 (21.8)                                              | 78.8 (26.0)                                              | 85.8 (29.9)                                              | 91.2 (32.9)                                              | 89.6 (32.0)                                              | 87.5 (30.8)                                              | 83.6 (28.7)                                              | 77.3 (25.2)                                              | 67.6 (19.8)                                              | 60.8 (16.0)                                              | 76.5 (24.7)                                              |
| Trung bình ngày °F (°C)                                           | 42.9 (6.1)                                               | 46.0 (7.8)                                               | 52.3 (11.3)                                              | 60.1 (15.6)                                              | 67.9 (19.9)                                              | 74.4 (23.6)                                              | 74.9 (23.8)                                              | 73.3 (22.9)                                              | 68.7 (20.4)                                              | 60.7 (15.9)                                              | 50.5 (10.3)                                              | 43.7 (6.5)                                               | 59.6 (15.3)                                              |
| Tối thiểu trung bình ngày °F (°C)                                 | 25.7 (−3.5)                                              | 28.1 (−2.2)                                              | 33.5 (0.8)                                               | 41.4 (5.2)                                               | 50.1 (10.1)                                              | 57.6 (14.2)                                              | 60.2 (15.7)                                              | 59.1 (15.1)                                              | 54.0 (12.2)                                              | 44.1 (6.7)                                               | 33.4 (0.8)                                               | 26.6 (−3.0)                                              | 42.8 (6.0)                                               |
| Thấp kỉ lục °F (°C)                                               | −2 (−19)                                                 | 0 (−18)                                                  | 6 (−14)                                                  | 17 (−8)                                                  | 27 (−3)                                                  | 39 (4)                                                   | 53 (12)                                                  | 50 (10)                                                  | 36 (2)                                                   | 16 (−9)                                                  | −1 (−18)                                                 | 2 (−17)                                                  | −2 (−19)                                                 |
| Lượng Giáng thủy trung bình inches (mm)                           | 0.42 (11)                                                | 0.47 (12)                                                | 0.31 (7.9)                                               | 0.59 (15)                                                | 1.17 (30)                                                | 1.78 (45)                                                | 2.73 (69)                                                | 2.89 (73)                                                | 2.57 (65)                                                | 1.39 (35)                                                | 0.58 (15)                                                | 0.50 (13)                                                | 15.41 (391)                                              |
| Lượng tuyết rơi trung bình inches (cm)                            | 0.7 (1.8)                                                | 0.6 (1.5)                                                | 0.1 (0.25)                                               | 0.0 (0.0)                                                | 0.0 (0.0)                                                | 0.0 (0.0)                                                | 0.0 (0.0)                                                | 0.0 (0.0)                                                | 0.0 (0.0)                                                | 0.0 (0.0)                                                | 0.4 (1.0)                                                | 0.4 (1.0)                                                | 2.2 (5.6)                                                |
| Số ngày giáng thủy trung bình (≥ 0.01 in)                         | 3                                                        | 3                                                        | 2                                                        | 3                                                        | 5                                                        | 7                                                        | 9                                                        | 10                                                       | 8                                                        | 5                                                        | 3                                                        | 3                                                        | 59                                                       |
| Nguồn: Western Regional Climate Center, Desert Research Institute |                                                          |                                                          |                                                          |                                                          |                                                          |                                                          |                                                          |                                                          |                                                          |                                                          |                                                          |                                                          |                                                          |